# 愛媛県司法書士会
愛媛県司法書士会（えひめけんしほうしょしかい）は、日本に50法人ある司法書士会のひとつである。
日本に50法人ある司法書士会のひとつで光田正が会長を務めている。現在、238名の司法書士が所属している。

## 支部
- 松山支部
- 西条支部
- 四国中央支部支部
- 今治支部
- 大洲支部
- 宇和島支部

## 面談による無料法律相談
- 司法書士総合相談センター

## 所在地
愛媛県松山市南江戸1丁目4番14号